# 로어담역
로어담역(U-Bahnhof Rohrdamm)은 베를린 슈판다우구 지멘스슈타트에 있는 U7의 역이다. 1980년 10월 1일 U7의 북서부 연장 당시에 개업했다. 1984년 10월 1일 전까지는 종착역이었다. 노넨담알레(Nonnendammallee)와 로어담(Rohrdamm)의 교차점에 역사가 설치되어 있다. 에스컬레이터는 설치되어 있지만 엘리베이터와 점자 블록은 없다. 승강장 길이는 110 m이다.
라이너 륌러가 설계했으며, 근처의 지멘스 공장에서 벽면 디자인 설계의 영감을 얻었다. 역 근처에는 과거 지멘스의 본사 건물, 1926년부터 1927년까지 공사된 샬트베르크호흐하우스(Schaltwerk-Hochhaus)가 있다. 여기에서 영감을 얻어서 톱니바퀴와 격자 위주로 역사 벽면을 디자인했다.
2017년 3월 U7 노선의 북부 역사 6곳의 일부로 베를린의 건축유산으로 지정되었다.
베를린 버스 123, 139번과 환승할 수 있다. 역 서쪽으로 인상선이 설치되어 있으며 일부 열차는 이 역에서 종착한다. 이외에도 직류 변전소가 설치되어 있다.

## 인접 철도역
| 베를린 지하철                               | 베를린 지하철 | 베를린 지하철      |
| ------------------------------------------- | ------------- | ------------------ |
| 파울슈테른슈트라세 라트하우스 슈판다우 방면 | U7            | 지멘스담 루도 방면 |